# 运输经济学
运输经济学是由美国经济学家约翰·R·迈耶于1959年创立的一個经济学分支，這一學科主要研究的是与运输有关的各种问题。例如运输需求与供给，运输成本概念和运输价格的组成、制订和管理，运输市场，运输企业，运输项目投资，城市运输问题等課題。